# Mallinella labialis
Mallinella labialis är en spindelart som beskrevs av Song och Kim 1997. Mallinella labialis ingår i släktet Mallinella och familjen Zodariidae. Inga underarter finns listade i Catalogue of Life.